# أدوبي بروميير إليمنت
 أدوبي بروميير إيليمنت (بالإنجليزية: Adobe Premiere Elements) هو برنامج تحرير فيديو . هذه نسخة للمستهلكين من برنامج أدوبي بريمير برو. منافسوها الرئيسيون هم فيغاس برو و فاينل كوت إكسبريس (المزيد للبيع) و آيموفي.
يتوفر أدوبي بروميير إليمنت لنظام التشغيل ماك أوس (الأحدث أو السابقة) وكذلك ويندوز 7 (الأحدث أو الأقدم). هذا البرنامج جزء من مجموعة «إليمنت» من أدوبي مع أدوبي فوتوشوب إليمنت.

## تاريخ الإصدارات
- برنامج أدوبي بوميير إليمنت 1.0 : سبتمبر 2004
- أدوبي بريمير إليمنت 2.0 : سبتمبر 2005
- أدوبي بريمير إليمنت 3.0 : سبتمبر 2006
- أدوبي بريمير إليمنت 4.0 : سبتمبر 2007
- أدوبي بريمير إليمنت 7.0 : أكتوبر 2008
- أدوبي بروميير إليمنت 8.0 : سبتمبر 2009
- أدوبي بروميير إليمنت 9.0 : 21 سبتمبر 2010
- أدوبي بروميير إليمنت 10.0 : 19 سبتمبر 2011
- برنامج أدوبي بروميير إليمنت 11.0 : 25 سبتمبر 2012
- أدوبي بروميير إليمنت 12.0 : 23 سبتمبر 2013
- أدوبي بروميير إليمنت 13.0 : 23 سبتمبر 2014
- أدوبي بروميير إليمنت 14.0 : 24 سبتمبر 2015
- أدوبي بروميير إليمنت 15.0 4 أكتوبر 2016
- أدوبي بروميير إليمنت 2018 : 4 أكتوبر، 2017

## روابط خارجية
- الموقع الرسمي لأدوي بروميير إليمنت
- النوقع الرسمي لأدوبي بريمير برو
- الموقع الرسمي لشركة أدوبي